# Lissonotus nigrofasciatus
Lissonotus nigrofasciatus là một loài bọ cánh cứng trong họ Cerambycidae.